# Saaya Irie
Saaya Irie (入江 紗綾 Irie Saaya?, nacida el 15 de noviembre de 1993 en Kitakyushu, Fukuoka, Japón) es una actriz, seiyū, ídolo juvenil  y cantante japonesa. Su nombre artístico es Saaya. Hacia septiembre de 2006 su altura era de 145 cm.
Ha aparecido en numerosos programas de televisión, radio y en películas, incluyendo en la adaptación a la televisión de la serie Jigoku Shōjo. También ha dado su voz al anime y OVA Kyo no Gononi, como Chika Koizu. Fue miembro de un grupo musical japonés llamado Sweet Kiss, antes de ser disuelto el 12 de mayo de 2006, para ser reemplazado por el grupo Chase.

## Vida artística
Se volvió famosa por sus poses en bikini, el tamaño de su busto era considerado grande para su edad por muchos. Sus fotos en bikini habían sido distribuidas ampliamente a través de la Internet Las consecuencias de ese incidente fueron que su mánager dijo que ellos se abstendrían de tomar más fotos de Saaya en bikini; pero en su segundo DVD, “Little Legend”, Saaya volvió a vestir un bikini.
En mayo de 2005, durante las demostraciones antijaponesas en China y Corea, fotos de Saaya, tomadas por el fotógrafo japonés Garo Aida con el mensaje: “¡Por favor presten atención con cuidado lo que yo digo a mis amados hermanos chinos, por favor detengan el alboroto!” fueron publicadas en un foro chino por una tercera persona, junto con un mensaje pidiendo por mejores relaciones bilaterales entre China y Japón Los tabloides publicarían el evento con títulos provocativos como “Niña pechugona de once años con copa F modera las relaciones entre ambos estrechos”. El Shūkan Bunshun (週刊文春), un semanario serio y conservador, reportó que sus fotografías y palabras de paz condujeron a una reducción del sentimiento antijaponés sobre los chinos.
Posteriormente debutó como gravure idol y vive en la prefectura de Fukuoka. Su mejor amiga, Yuan Shun, creó una banda de chicas llamada “Chase”.

## Filmografía

### Programas de TV
- Kyuyo Meisai (TV Tokyo)
- Gekito! Idol Yokibou (julio de 2006)
- Government Crime Investigation Agent Zaizen Jotaro (TV Asahi)
- Jigoku Shōjo (adaptación en imagen real, como Tsugumi Shibata, Nippon TV desde el 4 de noviembre de 2006).
- Manga-Kissa Toshi-Densetsu Noroi no Manna san (BS-i)

### Programas de radio
- Gekito! Idol Yokibou (Osaka Broadcasting Corporation, julio de 2006)

### OVA
- Kyo no Gononi (como Chika Koizumi; producido por Avex). Ella solamente cantó para la versión de Sweet Kiss en las canciones de opening y ending y no actuó como Chika en el propio OVA. Mai Kadowaki hizo el rol de Chika.

### Películas
- Kami no hidarite Akuma no migite (神の左手　悪魔の右手) 2006.
- Shibuya Kaidan (渋谷怪談 THEリアル都市伝説) 2006. Página oficial
- Kani Goalkeeper （かにゴールキーパー） 2006. Página oficial
- Kuchisake Onna (口裂け女) 2007

### Programas web
- It's your CHOICE!, episodio 2.

## Discografía

### Chase
- Chase Me! (1º sencillo)

### Sweet Kiss
- Baby Love (opening del anime OVA Kyo no Gononi)
- Yakusoku (ending del anime OVA Kyo no Gononi)

## Photobooks
- Saaya, Tsubomi (紗綾「ボミ」)　ISBN 4-08-780435-6, 2005.
- Saaya, Saaya 11-sai (紗綾「紗綾11歳」) ISBN 4-8211-2660-5, 2005.
- Saaya, Saaya 11-sai Fugue (紗綾「さあや11歳(フーガ) 」)
- Saaya, Pastel Time (紗綾「ぱすてるたいむ 「紗綾」」)

## DVD
- 紗綾 さあや11歳 [Saaya, Saaya 11-sai] (febrero de 2005, Elk Heart Promotion) ISBN 4-341-78004-2
- 入江紗綾 紗綾11歳 [Irie Saaya, Saaya 11-sai] (mayo de 2005, Bunkasha) ISBN 4-8211-3091-2
- Little Legend 紗綾in沖縄 [Little Legend Saaya in Okinawa] (octubre de 2005, Elk Heart Promotion)
- BLOOM～さあやから入江紗綾へ～ [BLOOM~Saaya kara Saaya Irie e~] (junio de 2006, Elk Heart Promotion) ISBN 4-902972-30-1
- アクアガール 入江紗綾 [Aqua Girl Irie Saaya] (diciembre de 2006, Elk Heart Promotion) ISBN 4-903590-29-1
- アクアガール2 入江紗綾 [Aqua Girl 2 Irie Saaya] (febrero de 2007, Elk Heart Promotion) ISBN 4903590431
- 紗綾の休日 [Saaya no Kyūjitsu] (diciembre de 2006, King Records)
- Pure Smile (diciembre de 2007, Takeshobo)
- 紗綾 THE BEST [Saaya THE BEST] (marzo de 2008, E-Net Frontier)
- 紗綾 SA-YA! [Saaya SA-YA] (abril de 2008, E-Net Frontier)

### Sweet Kiss
- Sweet Kiss (mayo de 2005, Elk Heart Promotion) ISBN 4-341-78006-9
- Very Sweet Vol.2 (diciembre de 2005, Elk Heart Promotion)

### Chase
- 激闘!アイドル予備校 紗綾・留奈・梨央 [Battle! Idol Prep-School - Saaya, Runa, Rio] (septiembre de 2006, E-Net Frontier)